# Baron Vaea
Siaosi Tuʻihala ʻAlipate Vaea Tupou, mais conhecido como Baron Vaea (Tonga, 15 de maio de 1921 – Tongatapu, 7 de junho de 2009) foi um político tonganês, que exerceu o cargo de primeiro-ministro de seu país, de agosto de 1991 até outubro de 2004.
Vaea é sobrinho da rainha Salote Tupou III, que governou de 1918 até 1965, e um membro da nobreza tonganesa. Sua carreira no governo de Tonga durou 54 anos. Era também pai da atual rainha de Tonga, Nanasipauʻu Tukuʻaho e sogro do atual rei de Tonga, Tupou VI.